# Ulrich Maximilian Le Tanneux von Saint-Paul-Illaire
Ulrich Maximilian Le Tanneux von Saint-Paul-Illaire (* 14. April 1833 in Berlin; † 21. Oktober 1902 in Fischbach, Riesengebirge) war Marineoffizier und Mitglied des Deutschen Reichstags.

## Herkunft
Seine Eltern waren der Major Julius Heinrich Friedrich Reinhold Le Tanneux von Saint-Paul-Illaire (* 12. Januar 1803; † 7. Juni 1849) und dessen Ehefrau Ludka von Reckow (* 3. April 1803; † 2. Dezember 1888), Tochter des Oberstleutnants Karl von Reckow und der Sabine Decker. Sein Vater fiel während der Schleswig-Holsteinischen Erhebung in der Schlacht bei Fredericia. Der Offizier Friedrich von Saint Paul ist sein Großvater.

## Leben

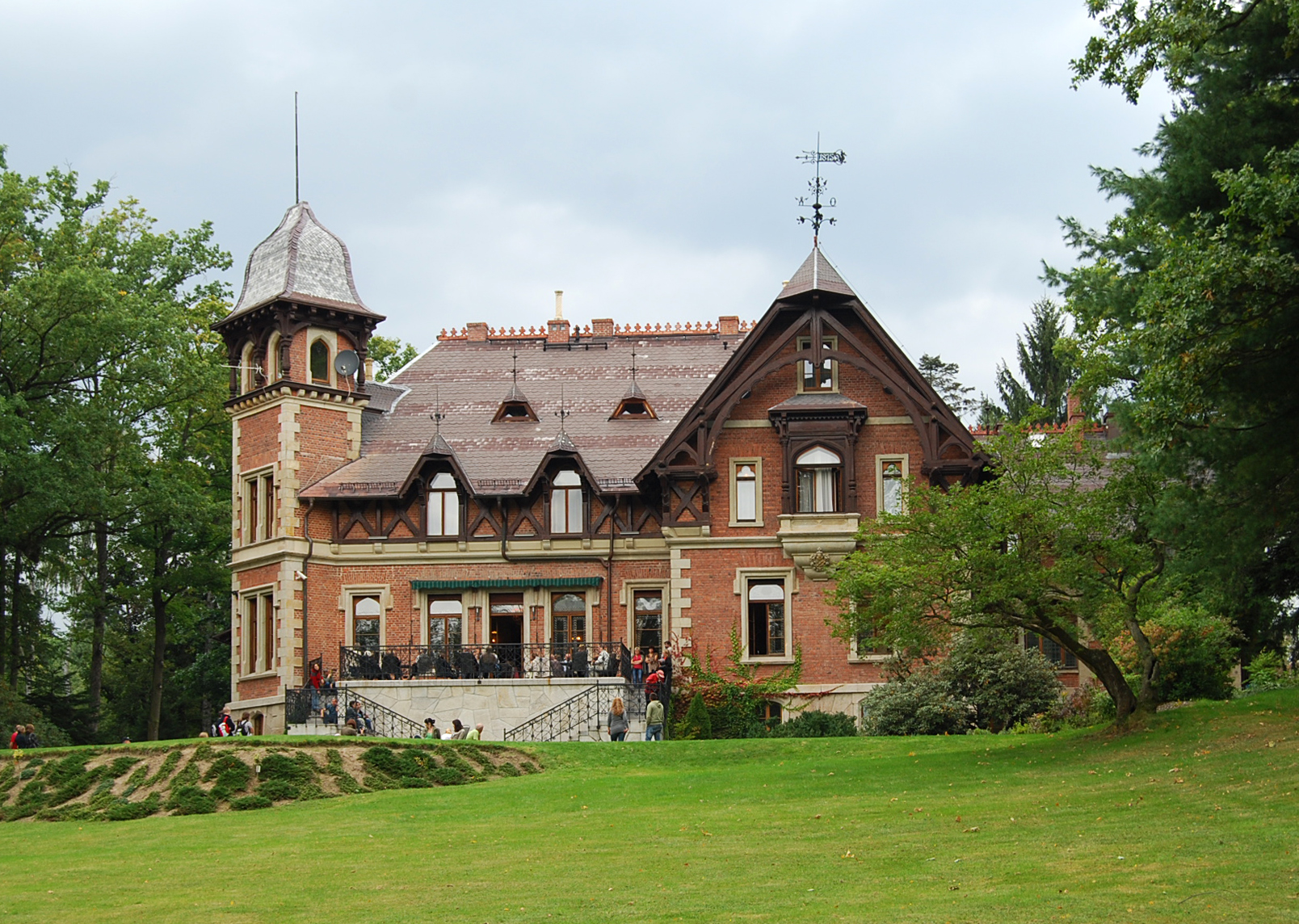
Villa Aichinger in Fischbach/ Schlesien

Von Saint-Paul-Illaire besuchte das Collège francais, das Joachimsthalsche Gymnasium in Berlin und die königliche Marine-Schule. 1849 trat er in die Preußische Marine ein, später war er drei Jahre im Dienst der britischen Royal Navy und Lehrer an der Marine-Schule. Aus der Marine schied er im Rang eines Korvettenkapitäns aus. Er nahm an Bord der Grille am Deutsch-Dänischen Krieg teil.
Lange Jahre war er Adjutant des Prinzen und Admirals der deutschen Flotte Adalbert von Preußen. Wegen einer  Besitzung in Fischbach war er Mitglied des Kreistages und Amtsvorsteher des Amtes Fischbach.
Von 1874 bis 1877 war er Mitglied des Deutschen Reichstags für den Wahlkreis Regierungsbezirk Potsdam 6 (Niederbarnim) und die Deutsche Reichspartei.
Später wurde er Hofmarschall. 1883–85 war er Präsident des Vereins zur Beförderung des Gartenbaues in Berlin und seit 1885 Präsident des neu gegründeten Vereins Deutscher Rosenfreunde.
Etwa 1878 ließ er sich in Fischbach eine Villa von den Architekten Hermann Ende und Wilhelm Böckmann erbauen, später im Besitz der Baronin Thea von Wartenberg, danach Villa Anna Aichinger, jetzt Pałac Dębowy.
Im April 1892 war von Saint-Paul-Illaire Mitbegründer der Deutschen Dendrologischen Gesellschaft in Karlsruhe, deren Erster Vorsitzender er wurde. Dieses Amt hatte er bis zu seinem Tode inne.

## Familie
Er heiratete am 27. Oktober 1858 in Potsdam Amalie Henriette Louise Auguste von Saint-Paul-Illaire (* 26. Oktober 1837; † 1. Juni 1888). Das Paar hatte mehrere Kinder:
- Walter Adalbert Emil Radcliff (* 12. Januar 1860; † 12. Dezember 1940), Schriftsteller, Pflanzer in Ostafrika; ⚭ Margarete Gräfin von Gersdorff (Scheidung), fünf Kinder
- Luise Auguste Anna Katharina (Kathi) (* 5. August 1861; † 25. Dezember 1944) ⚭ Ulrich von Le Tanneux von Saint-Paul-Illaire (* 20. Januar 1856; † 11. Juni 1906) aus dem Haus Otten
- Therese Emmy Erna Elisabeth (Else) (* 4. November 1864) ⚭ Hermann Mereis, Farmer in Natal (Südafrika)

## Aufsätze
- In den Mitteilungen der Deutschen Dendrologischen Gesellschaft:
  - Notizen über einige brauchbare Bäume und Gehölze hauptsächlich aus Japan, Jg. 1 und 2, 1893, S. 13–18. (andere Angabe im Inhaltsverzeichnis)
  - Neuere oder wenig verbreitete Gehölze, Jg. 4, 1895, S. 10–15.
  - Schöne Herbstfärbungen und interessante Blütensträucher, Jg. 6, 1897, S. 4–11.
  - Befruchtung der Coniferenblüten durch Menschenhand, Jg. 6, 1897, S. 44–46.
  - Neue oder wenig verbreitete Gehölze, Jg. 7, 1898, S. 58–65.
  - Geschäftsbericht,  Jg. 8, 1899, S. 44–47.
  - Die nordamerikanischen Eichen in ihrer Bedeutung für Deutschland, Jg. 9, 1900, S. 31–40.
  - Ergebnisse der Anbauversuche mit fremdländischen Holzarten in Preussischen Forsten, Jg. 10, 1901, S. 19–35
  - Waldverschönerung, Jg. 11, 1902, S. 1–6.